# باشگاه فوتبال ایتروتاپانتالاگ اکرانس
باشگاه فوتبال ایتروتاپانتالاگ اکرانس (انگلیسی: Íþróttabandalag Akraness) یک باشگاه فوتبال در اکرانس، ایسلند است.